# Сломово (Вжесінський повіт)
Сломово (пол. Słomowo, нім. Korndorf) — село в Польщі, у гміні Вжесня Вжесінського повіту Великопольського воєводства.
Населення — 332 особи (2011).
У 1975-1998 роках село належало до Познанського воєводства.

## Демографія
Демографічна структура станом на 31 березня 2011 року:
|          | Загалом | Допрацездатний вік | Працездатний вік | Постпрацездатний вік |
| -------- | ------- | ------------------ | ---------------- | -------------------- |
| Чоловіки | 164     | 33                 | 118              | 13                   |
| Жінки    | 168     | 42                 | 94               | 32                   |
| Разом    | 332     | 75                 | 212              | 45                   |